# Hospital San Juan de Dios de Martorell
El Hospital San Juan de Dios de Martorell (en catalán: Hospital Sant Joan de Déu de Martorell), también llamado Hospital Comarcal San Juan de Dios, Hospital Comarcal de Martorell o simplemente Hospital de Martorell, es un centro sanitario de carácter público situado en el término municipal de Martorell, en la comarca del Bajo Llobregat (Barcelona). Da servicio a las localidades de Martorell, San Andrés de la Barca, Pallejá, Olesa de Montserrat, Esparraguera, Abrera, Collbató, San Esteban de Sasroviras y Castellví de Rosanes en la comarca del Bajo Llobregat; Gelida y San Lorenzo de Hortóns en el Alto Panadés; Masquefa y Bruch en Noya; y en las urbanizaciones de Can Santeugini y Costablanca de Castellbisbal, en el Vallés Occidental.

## Historia
El Hospital de Martorell fue fundado en 1167 en un terreno de lo que entonces era el exterior del recinto de la ciudad, con el nombre de Hospital San Juan Bautista y del Santo Cristo, como un hospitium medieval. De aquel primer edificio se conserva la capilla de San Juan de Martorell de inicios del siglo XIV. El año 1842 se trasladó al convento de los Capuchinos, y el 1862 se levantó un edificio nuevo en la calle de Lloselles.
El año 1967 se construyó la nueva y actual ubicación en el barrio de Buenos Aires, y en 2019 se iniciaron las obras de su ampliación.
Ha sido reconocido varias veces por su gestión hospitalaria global.

## Servicios
El hospital ofrece las especialidades médicas de alergología, cardiología, dermatología, digestología, endocrinología, hematología clínica, enfermedades infecciosas, medicina interna, nefrología, neurología, oncología médica, neumología, reumatología, riesgo vascular y VIH, además de servicios de exploración del aparato digestivo, cardiología, cirugía vascular, ginecología y obstetricia, neurología, oftalmología, otorrinolaringología, pediatría, neumología y reumatología.